# ندوة
النَّدْوَة (ج ندوات) حلقة نقاش بين عدد من المتخصصين في موضوع محدد. تتكون الندوة من: موضوع، ومتحاورين، ومدير للندوة، وجمهور عادة ما يتم عقد الندوات في الجامعات والمؤسسات التعليمية والمساجد. يتم عادة اختيار الموضوعات الحيوية والمهمة لمناقشتها كما يفترض اختيار المتحاورين الأكثر عمقا وتخصصا لإثراء موضوع الندوة عادة ما يتم طباعة محتويات الندوة وتوزيعها على الأشخاص المهتمين
وقد يتم نقلها بواسطة وسائل الاتصال الحديثة كشبكة الإنترنت

## أنواع الندوة
1ـ الندوة المغلقة: وهي التي تقتصر على الأعضاء المشاركين، ولها مدير خاص يتولى الحوار بين الأعضاء، وهي قسمان:
- الندوة البحثية: يقدم فيها كل عضو من الأعضاء بحثا يخضع للمناقشة بعد إلقائه، ويقتصر هنا دور المدير على تنظيم اللقاء، ويكون موضوع الندوة تخصصيا من قبل متخصصين.
- الندوة الاستجوابية: تقوم على طرح الأسئلة ثم الإجابة عليها، ويقوم المدير بدور رئيسي، فهو من يختار الأسئلة ويصوغها، ويثير المشكلات التي تحتاج إلى حل، ويكون موضوع الندوة من الموضوعات العامة التي تهم الجمهور.

2ـ الندوة المفتوحة: تكون بالمشاركة بين الأعضاء وبين جمهور الحضور الذين يشاركون بطرح الأسئلة ووجهات النظر في حدود المعقول.